# Савченко Олександр Іларіонович
Олександр Іларіонович Савченко (1904, місто Харків — 3 квітня 1969, місто Київ) — український радянський діяч, керуючий справами Ради Народних Комісарів УРСР (1942—1945), заступник секретаря ЦК КП(б)У.

## Біографія
Народився в родині робітника. Трудову діяльність розпочав у 1916 році складачем в друкарні.
Член ВКП(б) з 1930 року.
До 1938 року перебував на відповідальній профспілковій роботі: секретар президії Всеукраїнського комітету профспілки друкарів, голова Харківського обласного комітету профспілки друкарів.
У травні — липні 1938 року — заступник завідувача радянсько-торгового відділу ЦК КП(б)У.
У липні 1938 — 1939 року — завідувач радянсько-торгового відділу ЦК КП(б)У.
У 1939—1942 роках — заступник народного комісара торгівлі Української РСР.
8 березня 1942 — 19 березня 1945 року — керуючий справами Ради Народних Комісарів Української РСР.
З серпня 1945 по квітень 1946 року — заступник народного комісара (міністра) державного контролю Української РСР.
У квітні — листопаді 1946 року — завідувач відділ легкої та харчової промисловості ЦК КП(б)У.
У листопаді 1946 — листопаді 1948 року — заступник секретаря ЦК КП(б)У із торгівлі і громадського харчування — завідувач відділу торгівлі і громадського харчування ЦК КП(б)У.
У січні 1949—1953 роках — член Партійної колегії при ЦК КП(б)У.
У березні — травні 1953 року — заступник завідувача підвідділу із апеляцій комуністів відділу партійних, профспілкових і комсомольських органів ЦК КПУ.
У 1953 — березні 1954 року — член Партійної комісії при ЦК КПУ.
З березня 1954 року — персональний пенсіонер у Києві. Помер після важкої тривалої хвороби.

## Нагороди
- ордени
- медалі